# Sokołów (Białoruś)
Sokołów (biał. Сакалова; ros. Соколово) – agromiasteczko na Białorusi, w obwodzie brzeskim, w rejonie bereskim, w sielsowiecie Sokołów, przy drodze magistralnej .
Znajduje się tu parafialna cerkiew prawosławna pw. Ścięcia Głowy św. Jana Chrzciciela.

## Historia
W Rzeczypospolitej Obojga Narodów leżały w województwie brzeskolitewskim, w powiecie brzeskolitewskim. Siedziba starostwa niegrodowego. Na Sejmie Rozbiorowym (1773–1775) powołano komisję ds. oznaczenia granic starostwa sokołowskiego, która miała zakończyć długoletnie spory o nie. Odpadły od Polski w wyniku III rozbioru.
W XIX i w początkach XX w. położone były w Rosji, w guberni grodzieńskiej, w powiecie słonimskim, w gminie Piaski.
W dwudziestoleciu międzywojennym miejscowość leżała w Polsce, w województwie poleskim, w powiecie kosowskim (do 1935), a następnie w powiecie iwacewickim, w gminie Piaski. W 1921 liczyła 582 mieszkańców, zamieszkałych w 115 budynkach, w tym 532 Białorusinów i 50 Polaków. 562 mieszkańców było wyznania prawosławnego i 20 rzymskokatolickiego.
Po II wojnie światowej w granicach Związku Sowieckiego. Od 1991 w niepodległej Białorusi.